# Franske ord og vendinger
På dansk vil der i nogle tilfælde blive benyttet ord og vendinger fra fransk. Dette forekommer oftere på skrift end i tale. Fænomenet er dog på ingen måde så udbredt som brugen af ord og vendinger fra engelsk, men bemærk at mange af ordene vedrører mad.

## Franske madudtryk
à la broche, spidstegt
à la carte, efter spisesedlen
anglais, ("engelsk") kogt i vand (om grønsager)
au jus, med sky
au maigre, tilberedt uden fedtstof
au naturel, uden særlig tilberedning
avec, ("med") (spøg.) om en lille cognac til kaffen
barder, ombinde med flæsk
bechamelsauce, fra sauce béchamel, hvid grundsovs
beurre maître d'hotel, rørt smør med citronsaft og hakket persille
bonbonnière, slikdåse
bouilli, kogt
bouquet, duft fra eksempelvis vin
bouquet garni, en visk af persille, timian og laurbærblade
brouillere, fra bouilloire, Bringe i urede, eller toppes, være eller gøre uenige
canard, and
carotte, gulerod
cerise, kirsebær, anvendes på dansk for farven kirsebærrød
chasseur, svampesovs
chateaubriand, midterstykke af oksefilet stegt i skiver
consommé, kraftig klar kødsuppe
coupe, en portionsanrettet dessert
crème de la crème, det bedste af det bedste
crème fraiche, syrlig pisket fløde
crêpe, tynd pandekage
crouton, smørstegt brødskive
eclair, fra éclair, kage af vandbakkelsesdej
entree, fra entrée, (lille) forret eller lille servering inden den egentlige forret
espagnole sauce, brun grundsovs
fines herbes, hakkede krydderurter
forcir, at blive fed
frappé, isafkølet
fromage, ost
fumé, røget
gâteau, kage
haricots, bønner
hongroise, med kål, peberfrugter og paprika
hors d'œuvre, let forret
jambon, skinke
jardinière, med grøntsager
julienne, fint udstrimlede grønsager
lier, at liere, jævne (med æggeblommer og fløde)
meunière, vendt i mel, serveres med brunet smør, tilsat hakket persille og citronsaft
mousse, fromage dessert eller fin fars.
pommes frites, friturestegte kartoffelbjælker
potage, legeret suppe
rôti, steg eller stegt kød
sautere, stege i pande i meget fedtstof
savarin, dessertkage, gennemvædet med sukkerlage, tilsat frugt- eller vinsaft
tournedos, oksemørbrad, stegt i skiver
trancher, at skære i skiver eller stykker
vermiceller, tynde båndnudler
vol-au-vent, rede af butterdej, fyldt med stuvning

## Andre franske udtryk
à condition, på vilkår. Med ret til returnering (af usolgte varer).
à discrétion, efter behag
à la carte, efter spisesedlen
à propos, det er sandt, mens vi taler om det, mens jeg husker det
adieu, à Dieu = (gå) "med Gud", farvel.
avantgarde, "fortrop" bruges om eksperimenterende kunstnere
beau geste, ædel handling, gestus
bête noire, sort uhyre, benyttes om syndebuk
bêtise, dumhed, dum streg, tanketorsk.
bijou, smykke
bustier, lingeri
carte blanche, give frie hænder, uindskrænket fuldmagt
celebritet, fra célébrité, berømt person
chargé d'affaires, diplomat med lavere rang end ambassadør.
comme il faut, som (det) er passende
crème de la crème, det bedste af det bedste
cul-de-sac, blindgyde, (overført) knibe
deja-vu, følelsen af at have oplevet noget før
droit de seigneur, herremandens ret til at deflorere egnens jomfruer
Enfant terrible, møgunge.
engros, fra en gros (i det store), køb/salg af store mængder
en masse i store mængder
fait accompli, en fuldbyrdet kendsgerning
Femme fatale, kynisk charmerende kvinde
Grand Prix, stor præmie, også om stor konkurrence.
kontenance, fra contenance, fatning eller selvbeherskelse
Laissez faire, passiv, ligeglad
l'art pour l'art, kunst for kunstens egen skyld
lit de parade, "paradeseng" for en konge forud for begravelsen
ménage à trois, trekantsdrama
nom de guerre, dæknavn, alias
parvenu, en opkomling
pas de deux (trois, quatre, osv.), ballet"nummer" for to (tre, fire, osv.) dansere
quand même, ikke desto mindre
que faire, hvad er der at gøre?
qui s'excuse, s'accuse, den, der undskylder sig, anklager sig
qui vivra verra, den, der lever, får at se
remis, uafgjort (i skak)
renonce, ikke kunne bekende kulør
République française, den franske republik, Frankrig
raison d'être, eksistensberettigelse
rue, gade
salon de beauté, skønhedssalon
sans, uden trumf
sans comparaison, uden (tilsigtet) sammenligning
s’il vous plaît, “hvis det passer Dem” eller “værsågod”
soirée (RO: soiré ell. soire), aftenselskab
tête-à-tête, (samvær) på tomandshånd
vis-à-vis, stå overfor (billedlig talt)
wagon-lit, sovevogn